# André Wilms
André Wilms (29. dubna 1947 Štrasburk – 9. února 2022) byl francouzský filmový, divadelní a televizní herec. Svou kariéru, během níž hrál ve více než osmdesáti filmech, zahájil v sedmdesátých letech. Za svou roli ve filmu Bohémský život (1992) byl coby vedlejší herec oceněn na Evropských filmových cenách. Na tutéž cenu, tentokrát však za hlavní roli, byl nominován za svůj výkon ve filmu Le Havre (2011). Mezi jeho další filmy patří například Evropa, Evropa (1990), Zámek v Itálii (2013) a Sůl ze slz (2019). Nadaboval také například roli vypravěče pro francouzské znění české pohádky Fimfárum – Do třetice všeho dobrého (2011).
V roce 2013 nastudoval se svými studenty herectví adaptaci románu Ad acta Patrika Ouředníka (premiéra 4. listopadu v pařížském divadle La Cartoucherie ve Vincennes).
Kromě filmů hrál také v několika seriálech, včetně policejního David Lansky (1989) či Aurore (2017). Posledním filmem, ve kterém hrál, byl Maigret, který měl premiéru 23. února 2022.